# Oliver Wakeman

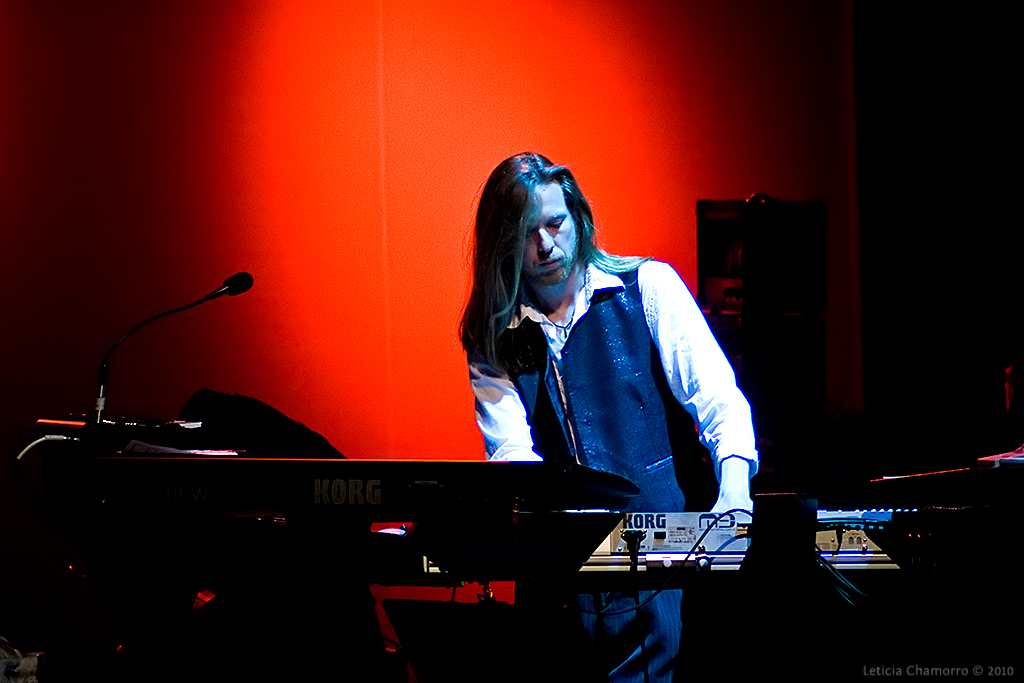
Wakeman in 2010

Oliver Wakeman (26 februari 1972) is een Brits toetsenist. Hij trad in de voetsporen van zijn vader Rick Wakeman; zijn jongere broer Adam Wakeman deed dat overigens ook.
Een vaste band heeft Oliver Wakeman (nog) niet gehad. Hij speelde op muziekalbums van anderen mee, voornamelijk binnen de progressieve rock: Hij kwam daarbij steeds in aanraking met ex-bands van zijn vader. Hij speelde onder meer mee met Bob Catley, Starcastle en Yes (tournee 2008). In 2009 nam hij op en ging hij mee met Strawbs en trad hiermee in de voetsporen van zowel zijn vader als zijn broer. 

## Discografie
- 1997: Heaven's Isle (eigen band)
- 1999: samen met Clive Nolan en Tracy Hitchings op Jabberwocky
- Chakras (newage)
- 2001: The 3 Ages of Magick (eigen band)
- 2002: weer met Nolan en Hitchings het album Hound of the Baskervilles
- The View from Here (single)
- 2003: Purification by sound (soloalbum op platenlabel van vader
- 2004: Ayreon The Human Equation
- 2005: Steve Howe van Yes: album Spectrum;
- 2005: Mother's Ruin
- 2009: Coming to Town
- 2009: Dancing to the Devil's Beat (van Strawbs) (24 augustus 2009)
- 2011: Fly from here (van Yes) (hij toerde wel mee en speelde alleen aan het begin van de opnamen mee)
- 2013: Ravens and lullabies
- en nog enkele obscure albums van andere, ook buiten de popmuziek.